# Christopher Tolkien
Christopher Tolkien (n. 21 noiembrie 1924, Leeds, Anglia, Regatul Unit – d. 16 ianuarie 2020, Draguignan, Provence-Alpes-Côte d'Azur, Franța) este al treilea fiu al scriitorului englez J. R. R. Tolkien (1892–1973) și editor al majorității lucrărilor tatălui său publicate postum. El a desenat hărțile originale ale romanului Stăpânul inelelor, hărți pe care le-a semnat ca C. J. R. T.

## Scrieri (editor)
- The Return of the Shadow (Ilustrații de Alan Lee) (1988)
- The Treason of Isengard (Ilustrații de Alan Lee) (1989)
- The War of the Ring (Ilustrații de Alan Lee) (1990)
- Sauron Defeated (Ilustrații de Alan Lee) (1992)
- The Children of Húrin (Ilustrații de Alan Lee) (2007)